# Општина Фрекацеј (Браила)
Фрекацеј (рум. Frecãţei) општина је у Румунији у округу Браила.
Oпштина се налази на надморској висини од 3 m.